# Обала јасеновачких жртава
| Обала јасеновачких жртава                                                                          | Обала јасеновачких жртава |
| -------------------------------------------------------------------------------------------------- | ------------------------- |
| |                           |
| Општина                                                                                            | Нови Београд              |
| Почетак                                                                                            | Газела (мост)             |
| Крај                                                                                               | Бранков мост              |
| Названа                                                                                            | 2021                      |
| |                           |
| |                           |
| Обала јасеновачких жртава је на лијевој обали Саве у Београду, од моста Газела до Бранковог моста. |                           |

Обала јасеновачких жртава приобални је простор са шеталиштем на лијевој обали Саве у Београду, од моста Газела до Бранковог моста.
Тај простор се налази у близини споменика Старо Сајмиште. Oдборници Скупштине града Београда усвојили су 29. новембра 2021. Приједлог да се рјечна обала на Новом Београду од моста Газела до Бранковог моста назове Обалом јасеновачких жртава. Предсједник Србије Александар Вучић је у својству грађанина поднео приједлог, са жељом да се сачува сјећање и успомена на страдалнике из система концентрационог и логора смрти Јасеновац. Ово је, у главном граду Србије, прво овакво обиљежје (у категорији улице, парка, обале или споменика) након скоро осам деценија, у спомен на највеће страдање српског и других народа, страдалих у НДХ, у систему логора Јасеновац. Комунистичка власт је због политике братства и јединства и дјелимичног заташкавања српских жртава, учинила да Београд није имао овакво спомен обиљежје. Јосип Броз Тито никада није званично посјетио Јасеновац, да ода почаст жртвама, а српске жртве углавном нису истицане као жртве усташа, него су жртве и џелати губили националне одреднице и постајали су жртве фашизма и фашисти.
22. априла 2022. постављена је спомен плоча, у име грађана Београда, на којој пише на српском и енглеском: Од 1941. до 1945. године систем концентрационих и логора смрти Независне Државе Хрватске у Јасеновцу био је најокрутнији део система терора у Другом светском рату. Многе Јасеновачке жртве донела је река Сава до Старог сајмишта, које је од лета 1942. године једно време функционисало као део јасеновачког система логора. Ову обалу посвеућјемо јасеновачким жртвама на вечни спомен, а поколењима на незаборав.
8. августа 2023. ова спомен плоча је оборена од непознатих починилаца.

## Галерија
- Споменик Старо Сајмиште и спомен плоча посвећена јасеновачким жртвама